# Ołena Łewczaniwśka
Ołena Karliwna Łewczaniwśka, znana również jako Helena Lewczanowska, z domu Grodzińska herbu Łabędź; ukr. Олена Карпівна Левчанівська (ur. 27 stycznia 1881 w Horodnie, zm. 1940) – ukraińska nauczycielka, działaczka społeczna, senator RP I kadencji, ofiara zbrodni katyńskiej.

## Życiorys

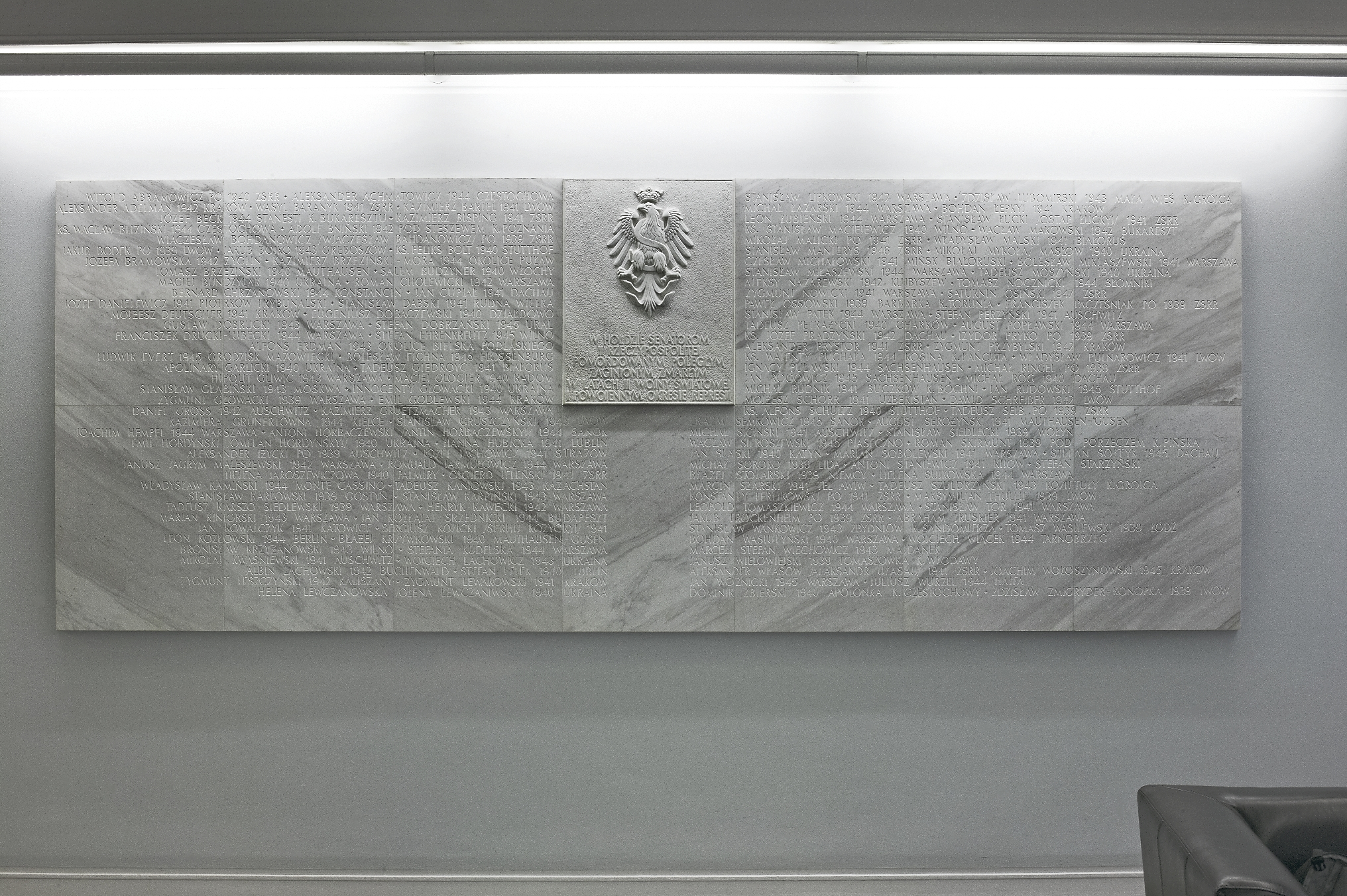
Tablica pamiątkowa w Senacie RP

Pochodziła z rodu Grodzińskich (wzgl. Grodzieńska, Hadzińska) herbu Łabędź. Jej dziadkiem był powstaniec listopadowy Jan Grodziński herbu Łabędź, który po upadku powstania osiadł w Prusach Wschodnich. Jej ojciec Karol był Niemcem i ziemianinem, a matka Tatiana, z domu Priachin, Rosjanką. Maturę uzyskała w Petersburgu eksternistycznie, po wcześniejszej nauce domowej. Ukończyła studia filozoficzne na Uniwersytecie w Wiedniu uzyskując tytuł naukowy doktora praw, a także ukończyła Wydział Historyczny w Wyższych Kursach Żeńskich w Moskwie. Działała w organizacji szkół ukraińskich i pracowała jako nauczycielka. Była właścicielką majątku koło Liniowa (bądź Lioniowa) na Wołyniu. Od 1917 do 1919 współorganizowała w Żytomierzu Klub Ukraiński oraz działała w Towarzystwie Proswita. Od 1919 ponownie zamieszkiwała w Horodnie. Od 1921 działała w Radzie Opieki Społecznej i „Proswicie” w Kowlu, następnie w Łucku.
Została wybrana z listy nr 16 (Blok Mniejszości Narodowych RP) w województwie wołyńskim senatorem I kadencji (1922–1927) Senatu RP w II RP. Była jedną z czterech kobiet, które wówczas uzyskały mandat.
Podczas ślubowania zamiast zwrotu w języku polskim („Ślubuję”) użyła słowa w języku ukraińskim („Prysiahaju”), za co została upomniana przez marszałka seniora Bolesława Limanowskiego i musiała powtórzyć formułę w języku polskim.
Po wybuchu II wojny światowej i agresji ZSRR na Polskę z 17 września 1939 została aresztowana przez NKWD 24 grudnia 1939 w Horochowie. Tam była więziona, a następnie od stycznia 1940 Łucku. 30 maja 1940 miała zostać wywieziona. Na wiosnę 1940 została zamordowana przez NKWD w Kijowie. Jej nazwisko znalazło się na tzw. Ukraińskiej Liście Katyńskiej opublikowanej w 1994 (została wymieniona na liście wywózkowej 43/3-37 oznaczona numerem 1672). Została pochowana na otwartym w 2012 Polskim Cmentarzu Wojennym w Kijowie-Bykowni. Inne źródła podawały, jakoby miała zostać rozstrzelana na terenie późniejszego Kazachstanu.
Jej mąż Ołeksandr uzyskał mandat senatora II kadencji Senatu RP, lecz wybory w jego okręgu zostały unieważnione. Miała córkę Irynę.
Ołena Łewczaniwśka została upamiętniona na tablicy pamiątkowej odsłoniętej 3 lipca 1999 w gmachu Senatu RP ku czci senatorów II RP, którzy zginęli w czasie II wojny światowej i okresie powojennych represji.